# كارليس لينكس
كارليس لينكس (باللاتفية: Kārlis Lejnieks)‏ مواليد 16 مارس 1988 في الجمهورية اللاتفية السوفيتية الاشتراكية، هو لاعب كرة مضرب لاتفي سابق. حقق الوصافة في بطولة إسبانيا للفردي حيث خسر أمام جيرو كريتشمير.

## النهائيات

### الفردي

#### الوصافة
| الرقم | التاريخ        | الدورة  | الأرضية | المنافس في النهائي | النتيجة       |
| 1.    | أبريل 14, 2008 | إسبانيا | صلبة    | جيرو كريتشمير      | 4–6, 7–5, 5–7 |

### الزوجي

#### الفوز
| الرقم | التاريخ      | الدورة  | الأرضية | الشريك            | المنافس في النهائي       | النتيجة          |
| 1.    | مايو 5, 2008 | اليونان | صلبة    | دانيال دانيلوفيتش | إسحاق فروست & ليون فروست | 4–6, 6–3, [10–8] |

## روابط خارجية
- كارليس لينكس على موقع رابطة محترفي التنس (الإنجليزية)
- كارليس لينكس على موقع الاتحاد الدولي لكرة المضرب (الإنجليزية)
- كارليس لينكس على موقع كأس ديفيز (الإنجليزية)
- كارليس لينكس على موقع خلاصة التنس.كوم (الإنجليزية)